# 2021 en Océanie
Chronologie de l’Océanie
- 2017
- 2018
- 2019
- 2020
- 2021
- 2022
- 2023
- 2024
- 2025

Cet article concerne les événements thématiques qui se produisent durant l'année 2021 en Océanie.

## Politique

### Élections
- 2 mars : élections législatives aux États fédérés de Micronésie. Élections de mi-mandat, concernant les députés mais non les sénateurs. Les dix députés sortants sont tous réélus, dont quatre n'ayant aucun adversaire dans leur circonscription. Il n'y a pas de partis politiques aux États fédérés de Micronésie, et les élus siègent donc sans étiquette.
- 9 avril : élections législatives aux Samoa. Les deux principaux pays obtiennent le même nombre de sièges, chacun un de moins que la majorité absolue. L'unique député indépendant, Iosefo Ponifasio, se joint au parti FAST, lui permettant de former un gouvernement. Fiame Naomi Mata'afa devient Première ministre, le pays connaissant sa première alternance au pouvoir depuis les années 1980, malgré une longue crise politique due au refus du Premier ministre sortant Tuilaepa Sailele Malielegaoi de concéder sa défaite.
- 13 novembre : référendum à Nauru. Les votants approuvent à 70,4 % la proposition du gouvernement de Lionel Aingimea d'abroger l'éligibilité des citoyens naturalisés et de leurs descendants.
- 18 novembre : élections législatives aux Tonga. Le scrutin produit un parlement sans majorité et une alternance au pouvoir, Siaosi Sovaleni devenant le nouveau Premier ministre.
- 12 décembre : référendum sur l'indépendance de la Nouvelle-Calédonie. Boycotté par les indépendantistes, ce troisième et dernier référendum du processus d'autodétermination prévu par les accords de Nouméa aboutit à une décision définitive de maintien de la Nouvelle-Calédonie dans la France, par 96,5 % des votants avec un taux de participation de 43,9 %[1].

### Événements

#### Politique intérieure
- 2 février : Le Front de libération nationale kanak et socialiste démissionne de l'exécutif de la Nouvelle-Calédonie, provoquant ainsi la démission automatique du gouvernement collégial dans son ensemble[2].
- 3 février : L'ancien Premier ministre vanuatais Charlot Salwai est condamné à deux ans et trois mois de prison avec sursis pour parjure, et perd de ce fait son siège de député au Parlement[3].
- début mars : Kelihiano Kalolo, faipule (chef élu) d'Atafu, succède à Fofo Esera Tuisano comme Ulu-o-Tokelau, chef du gouvernement des Tokelau, pour l'année 2021[4].
- 21 juin : En colère face à la possibilité que le gouvernement de coalition mené par Scott Morrison puisse envisager une réduction à zéro des émissions nettes de carbone de l'Australie pour 2050, le Parti national évince son propre dirigeant, Michael McCormack. Il est remplacé comme chef du parti et comme vice-Premier ministre par Barnaby Joyce, chargé de freiner les avancées concrètes contre le réchauffement climatique[5].
- 8 juillet : Louis Mapou (Union nationale pour l'indépendance) est élu président du gouvernement collégial de Nouvelle-Calédonie. Il est le premier indépendantiste et le premier Kanak à occuper ce poste[6].
- 3 septembre : Le président de la république de Vanuatu Tallis Obed Moses accorde la grâce présidentielle à trois anciens Premiers ministres : Charlot Salwai, condamné en 2020 pour parjure ; Joe Natuman, condamné en 2018 pour entrave à la justice ; et Serge Vohor, condamné en 2015 pour corruption et entrave à la justice, emprisonné durant dix-huit mois et que le précédent président, Baldwin Lonsdale, avait refusé par principe de gracier. Cette grâce présidentielle lève la peine d'inéligibilité touchant les trois hommes, et leur permet de se présenter aux prochaines élections législatives s'ils le souhaitent. Tallis Obed Moses ne gracie toutefois pas l'ancien Premier ministre Moana Carcasses, condamné en 2015 à quatre ans de prison ferme pour corruption ainsi qu'à une peine d'inéligibilité[7].
- 24 au 26 novembre : Des manifestants à Honiara, venus de la province de Malaita, réclament la démission du Premier ministre Manasseh Sogavare, auquel ils reprochent la rupture des relations diplomatiques du pays avec Taïwan au dépit des souhaits du gouvernement provincial. Les manifestations se muent en émeutes, au cours desquelles plusieurs bâtiments sont incendiés[8]. Trois cadavres sont découverts dans une boutique calcinée du quartier chinois de la ville. À l'invitation du gouvernement salomonais, l'Australie et la Papouasie-Nouvelle-Guinée envoient des forces de maintien de l'ordre pour prêter assistance à la police salomonaise[9]. Les Fidji et la Nouvelle-Zélande envoient bientôt elles aussi des forces de maintien de l'ordre, et les autorités arrêtent 217 personnes soupçonnées d'émeutes et de pillages, dont 33 mineurs[10].

#### Diplomatie et relations internationales
- 15 janvier : La diplomate fidjienne Nazhat Shameem Khan, militante pour les droits de l'homme et ancienne juge, est élue présidente du Conseil des droits de l'homme des Nations unies. Sa candidature avait suscité l'opposition de la Chine, de la Russie et de l'Arabie saoudite[11].
- 4 février : Henry Puna, ancien Premier ministre des Îles Cook, est élu secrétaire général du Forum des Îles du Pacifique, par neuf voix contre huit pour Gerald Zackios, l'ambassadeur des Îles Marshall aux États-Unis[12]. Les cinq États membres micronésiens estiment toutefois que le poste devait revenir au candidat de leur région, Gerald Zackios, par principe de rotation ; accusant les pays du Pacifique Sud de manquer de considération pour la Micronésie, le gouvernement paluan du président Surangel Whipps Jr. annonce le retrait des Palaos du Forum, à compter de fin février[13]. Le 8 février, les présidents des quatre autres États micronésiens -Lionel Aingimea pour Nauru, David Panuelo pour les États fédérés de Micronésie, Taneti Maamau pour les Kiribati, et David Kabua pour les Îles Marshall- se joignent à lui pour annoncer conjointement qu'ils enclencheront chacun la procédure de retrait de leur pays de l'organisation[14],[15].
- mars : Pour la première fois, le sommet du Dialogue quadrilatéral pour la sécurité prend la forme d'une rencontre entre les dirigeants des quatre États concernés : le Premier ministre Scott Morrison (Australie), le Premier ministre Narendra Modi (Inde), le Premier ministre Yoshihide Suga (Japon) et le président Joe Biden (États-Unis). Au-delà de la coopération habituelle en matière de sécurité maritime, les discussions abordent le réchauffement climatique, la pandémie de Covid-19 et la reprise économique au sortir de celle-ci[16].
- 29 mars : Le président de la république des Palaos, Surangel Whipps Jr., rend visite à Taïwan, accompagné de l'ambassadeur américain aux Palaos. L'aviation militaire de la république populaire de Chine répond en survolant Taïwan dans une manœuvre d'intimidation[17].
- 15 juin : L'Australie et le Royaume-Uni concluent les principes d'un accord de libre-échange. C'est le premier accord de libre-échange du Royaume-Uni, après sa sortie de l'Union européenne, qui ne reproduit pas un accord équivalent déjà en place par l'Union européenne[18].
- 7 juillet : Le Premier ministre de Papouasie-Nouvelle-Guinée, James Marape, et le président de Bougainville, Ishmael Toroama, s'accordent sur la date de 2027 pour l'indépendance de la région autonome de Bougainville, après un important transfert de pouvoirs en 2023. Ces mesures dépendent toutefois d'une validation par le Parlement national de Papouasie-Nouvelle-Guinée[19].
- 16 septembre : L'Australie, le Royaume-Uni et les États-Unis initient le partenariat AUKUS, une alliance stratégique et militaire tripartite visant notamment à contrer les activités de la Chine dans le bassin Indo-Pacifique[20].
- novembre : La Nouvelle-Zélande est le pays hôte du sommet de la Coopération économique pour l'Asie-Pacifique[21].
- fin novembre: Les forces de défense et la police australiennes, papou-néo-guinéennes, fidjiennes et néo-zélandaises sont déployées à Honiara, aux Îles Salomon, pour aider à stabiliser le pays et à maintenir la paix après des jours d'émeutes, de pillages et de troubles, qui ont fait trois morts[22],[23].
- 13 décembre : L'Australie et la Corée du Sud signent un accord de partenariat stratégique par lequel la Corée vendra des équipements et des technologies militaires à l'Australie, visant là aussi à contrer les activités de la Chine dans le bassin Indo-Pacifique[24].

### Gouvernements
- Australie
  - reine : Élisabeth II d'Australie

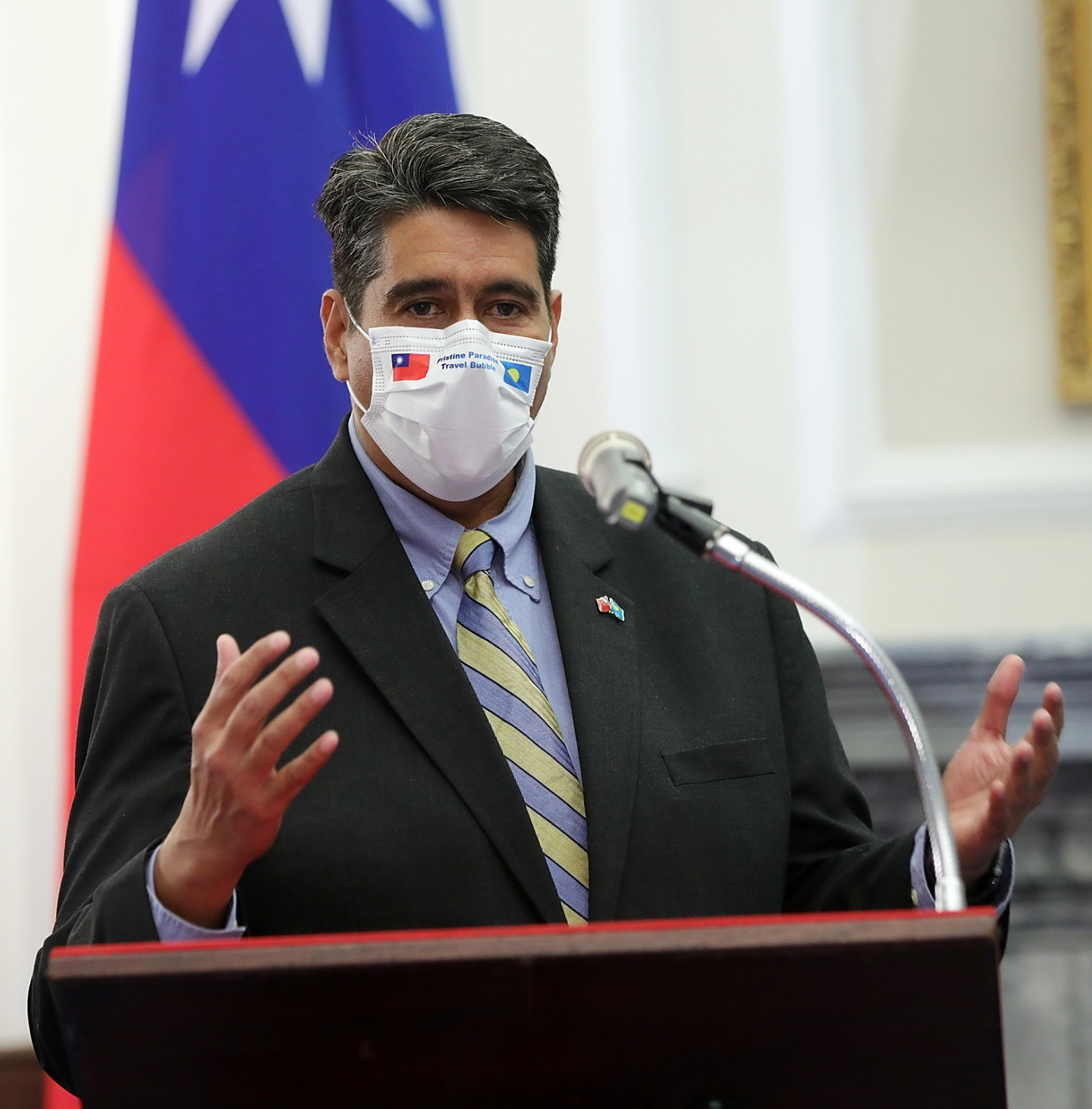
Surangel Whipps Jr. devient le président de la république des Palaos en janvier.

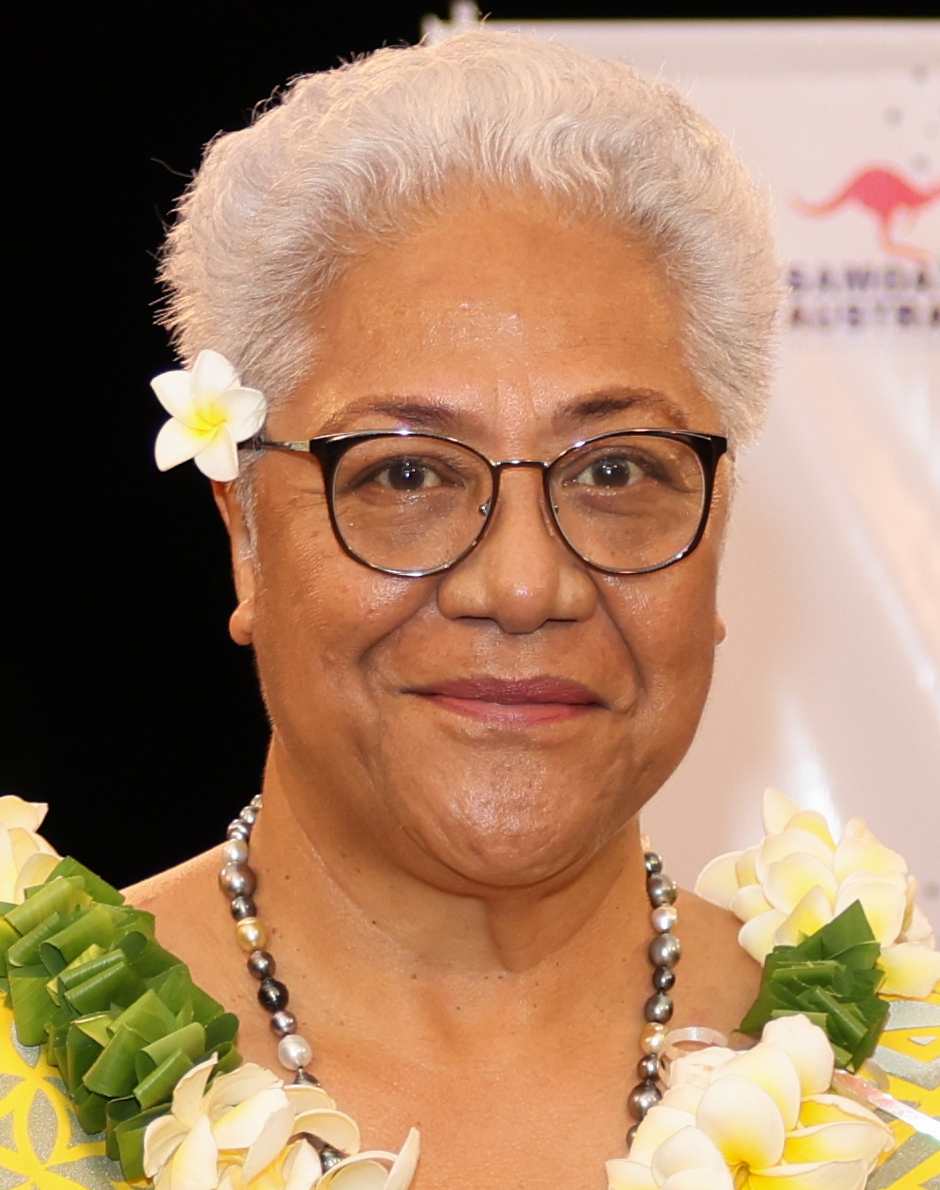
Fiame Naomi Mata'afa devient la Première ministre des Samoa en mai.

  - gouverneur-général : David Hurley
  - premier ministre : Scott Morrison
- Îles Cook
  - reine : Élisabeth II de Nouvelle-Zélande
  - représentant de la reine : Tom Marsters
  - premier ministre : Mark Brown
- États fédérés de Micronésie
  - président : David Panuelo
- Fidji
  - président : Jioji Konrote (jusqu'au 12 novembre, puis) Wiliame Katonivere
  - premier ministre : Frank Bainimarama
- Kiribati
  - président : Taneti Maamau
- Îles Marshall
  - président : David Kabua
- Nauru
  - président : Lionel Aingimea
- Niué
  - reine : Élisabeth II de Nouvelle-Zélande
  - premier ministre : Dalton Tagelagi
- Nouvelle-Zélande
  - reine : Élisabeth II de Nouvelle-Zélande
  - gouverneur général : Dame Patsy Reddy (jusqu'au 21 octobre, puis) Dame Cindy Kiro
  - premier ministre : Jacinda Ardern
- Palaos
  - président : Tommy Remengesau (jusqu'au 21 janvier, puis) Surangel Whipps Jr.
- Papouasie-Nouvelle-Guinée
  - reine : Élisabeth II de Papouasie-Nouvelle-Guinée
  - gouverneur général : Sir Bob Dadae
  - premier ministre : James Marape
- Îles Salomon
  - reine : Élisabeth II des Îles Salomon
  - gouverneur général : Sir David Vunagi
  - premier ministre : Manasseh Sogavare
- Samoa
  - o le Ao o le Malo : Tuimaleali'ifano Va'aletoa Sualauvi II
  - premier ministre : Tuilaepa Sailele Malielegaoi (de jure jusqu'au 24 mai, de facto jusqu'au 26 juillet, puis) Fiame Naomi Mata'afa
- Tonga
  - roi : Tupou VI
  - premier ministre : Pohiva Tuʻiʻonetoa (jusqu'au 27 décembre, puis) Siaosi Sovaleni
- Tuvalu
  - reine : Élisabeth II des Tuvalu
  - gouverneur général : Teniku Talesi (jusqu'en janvier, par intérim, puis) Samuelu Teo (jusqu'au 29 septembre, par intérim, puis) Tofiga Falani
  - premier ministre : Kausea Natano
- Vanuatu
  - président : Tallis Obed Moses
  - premier ministre : Bob Loughman

## Environnement
- 31 janvier : Le cyclone Ana (en), de catégorie 2, frappe les îles Yasawa, puis les îles Viti Levu, Vanua Levu et Kadavu aux Fidji avec des vents allant jusqu'à 140 km/h, provoquant d'importants dégâts y compris dans la capitale, Suva. Les villes de Labasa, Ba, Nadi et Nausori, ainsi que de nombreuses zones rurales notamment à Vanua Levu, sont inondées. Un homme de 49 ans meurt noyé et cinq autres personnes sont portées disparues : un garçon de 3 ans à Lautoka et quatre pêcheurs en mer[25],[26],[27].
- début février : Un feu de brousse long de 75 km détruit plus de 30 maisons dans la banlieue de Perth en Australie-Occidentale, couvrant Perth et ses environs de fumée et contraignant à l'évacuation de plusieurs villes des banlieues dans le nord-ouest - malgré un confinement sanitaire local dans le contexte de la pandémie de Covid-19 en Australie[28].
- 9 mars : Une enquête du média d'investigation français Disclose juge la radioactivité reçue par certains habitants de Polynésie française « deux à dix fois supérieure » aux estimations du Commissariat à l'énergie atomique (CEA) après les six essais nucléaires français les plus contaminants. Disclose estime aussi que l'ensemble de la population polynésienne a pu être touchée, soit 110 000 personnes à l'époque des essais atmosphériques[29].
- 22 avril : Le président David Kabua des Îles Marshall, la Première ministre Jacinda Ardern de Nouvelle-Zélande et le Premier ministre Scott Morrison d'Australie sont les trois dirigeants océaniens invités par le président américain Joe Biden à un sommet international de quarante chefs d'État et de gouvernement sur l'urgence climatique, pour le Jour de la Terre[30],[31].

## Sport
- mars : En voile, l'Équipe de Nouvelle-Zélande remporte la Coupe de l'America 2021.

- 21 juillet : Brisbane est annoncée par le Comité international olympique comme ville hôte pour les Jeux olympiques d'été de 2032[32].

- 23 juillet au 8 août : Les nations océaniennes participent aux Jeux olympiques d'été de 2020 à Tokyo.

Articles détaillés :
- Australie
- Îles Cook
- Fidji
- Guam
- Kiribati
- Îles Marshall
- Micronésie
- Nauru
- Nouvelle-Zélande
- Palaos
- Papouasie-Nouvelle-Guinée
- Îles Salomon
- Samoa
- Samoa américaines
- Tonga
- Tuvalu
- Vanuatu

Médaillés d'or :
| Discipline et épreuve                 | Pays et athlète(s) |
| Aviron - Quatre sans barreur - hommes | Australie Jack Hargreaves Alexander Hill Alexander Purnell Spencer Turrin                                                                        |
| Aviron - Huit - hommes                | Nouvelle-Zélande Hamish Bond Sam Bosworth (c) Michael Brake Shaun Kirkham Matt Macdonald Tom Mackintosh Tom Murray Dan Williamson Phillip Wilson |
| Aviron - Skiff - femmes               | Emma Twigg (NZL) |
| Aviron - Deux sans barreur - femmes   | Nouvelle-Zélande Kerri Gowler Grace Prendergast                                                                                                  |
| Aviron - Quatre sans barreur - femmes | Australie Annabelle McIntyre Jessica Morrison Rosemary Popa Lucy Stephan                                                                         |
| Canoë-kayak - K2 1 000 m - hommes     | Australie Thomas Green Jean van der Westhuyzen                                                                                                   |
| Canoë-kayak - K1 200 m - femmes       | Lisa Carrington (NZL) |
| Canoë-kayak - K1 500 m - femmes       | Lisa Carrington (NZL) |
| Canoë-kayak - K2 500 m - femmes       | Nouvelle-Zélande Lisa Carrington Caitlin Regal                                                                                                   |
| Canoë-kayak - Slalom C1 - femmes      | Jessica Fox (AUS) |
| Cyclisme - BMF freestyle - hommes     | Logan Martin (AUS) |

à compléter
Médailles et classement :
| Rang  | Nation           | Or | Argent | Bronze | Total |
| ----- | ---------------- | -- | ------ | ------ | ----- |
| 6     | Australie        | 17 | 7      | 22     | 46    |
| 13    | Nouvelle-Zélande | 7  | 6      | 7      | 20    |
| 59    | Fidji            | 1  | 0      | 1      | 2     |
| Total | Total            | 25 | 15     | 30     | 70    |

- 24 août au 5 septembre : Participation de nations océaniennes aux Jeux paralympiques d'été de 2020 à Tokyo. Les Kiribati, les Samoa, les Tonga et le Vanuatu renoncent à participer, car leurs athlètes devraient transiter par l'Australie où, dans le contexte d'une résurgence de la pandémie de Covid-19 en Australie, ils seraient soumis à deux semaines de quarantaine à l'aller et deux au retour, aux frais de leurs comités paralympiques. Ceux-ci indiquent ne pas avoir les moyens financiers requis. Les athlètes ainsi privés des Jeux sont Timeon Ongiou (Kiribati, lancer de poids F11), Karea Tioti (Kiribati, lancer de disque F57), Sitivi Napier Sooaemalelagi (Samoa, cinq épreuves de nage S9), Misiuepa John Tupuola Teena (Samoa, lancer de poids F12), Vasitai Leaaepeni Falemaka (Tonga, lancer de disque F38), Marceline Moli (Vanuatu, saut en longueur T47, 100 m T46 et 200 m T46), Elie Enock (Vanuatu, lancer de disque F57, lancer de poids F57 et lancer de javelot F57) et Ken Kahu (Vanuatu, lancer de javelot)[33],[34],[35]. Les Îles Salomon se retirent également des Jeux quelques heures avant le départ prévu de leurs athlètes vers Tokyo, en raison des coûts mais aussi du risque de contamination à la Covid-19[36].

Articles détaillés :
- Australie
- Fidji
- Nouvelle-Zélande
- Papouasie-Nouvelle-Guinée

## Autres événements marquants
- avril : Des violences inter-tribales dans les Hautes-Terres orientales de Papouasie-Nouvelle-Guinée font trente-huit morts et quelque 5 000 déplacés[37].
- 1er août : En Nouvelle-Zélande, la Première ministre Jacinda Ardern présente les excuses formelles de l'État à la communauté des insulaires du Pacifique pour les « Raids de l'Aube » (en) (Dawn Raids), une série de descentes de police dans les années 1970 qui ont ciblé et expulsé des insulaires du Pacifique accusés d'avoir dépassé leur visa de travail[38].
- 3 septembre : Un terroriste islamiste srilankais se réclamant de l'État islamique blesse six personnes au couteau dans un supermarché d'Auckland, dont quatre grièvement[39].

## Décès

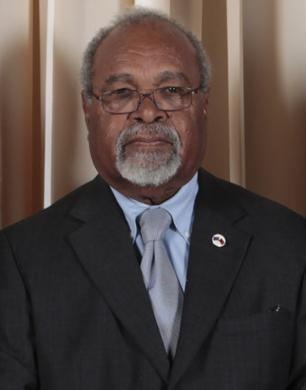
Sir Michael Somare, père de l'indépendance de la Papouasie-Nouvelle-Guinée, mort en février 2021.

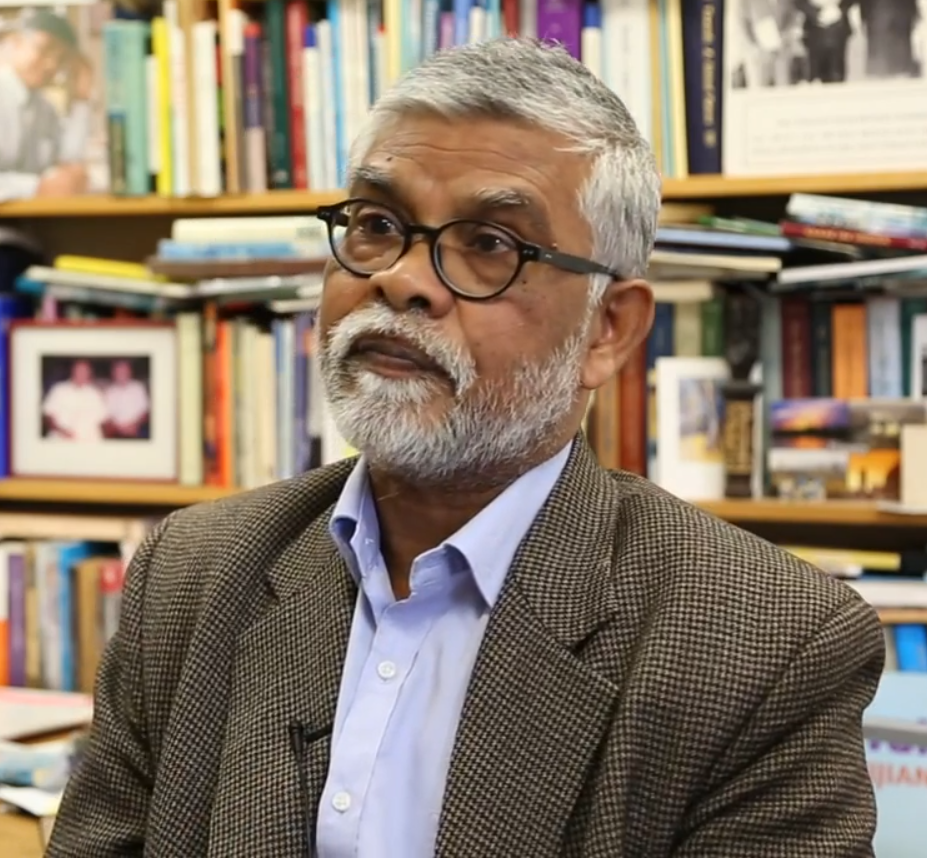
Brij Lal, historien fidjien, mort en décembre 2021.

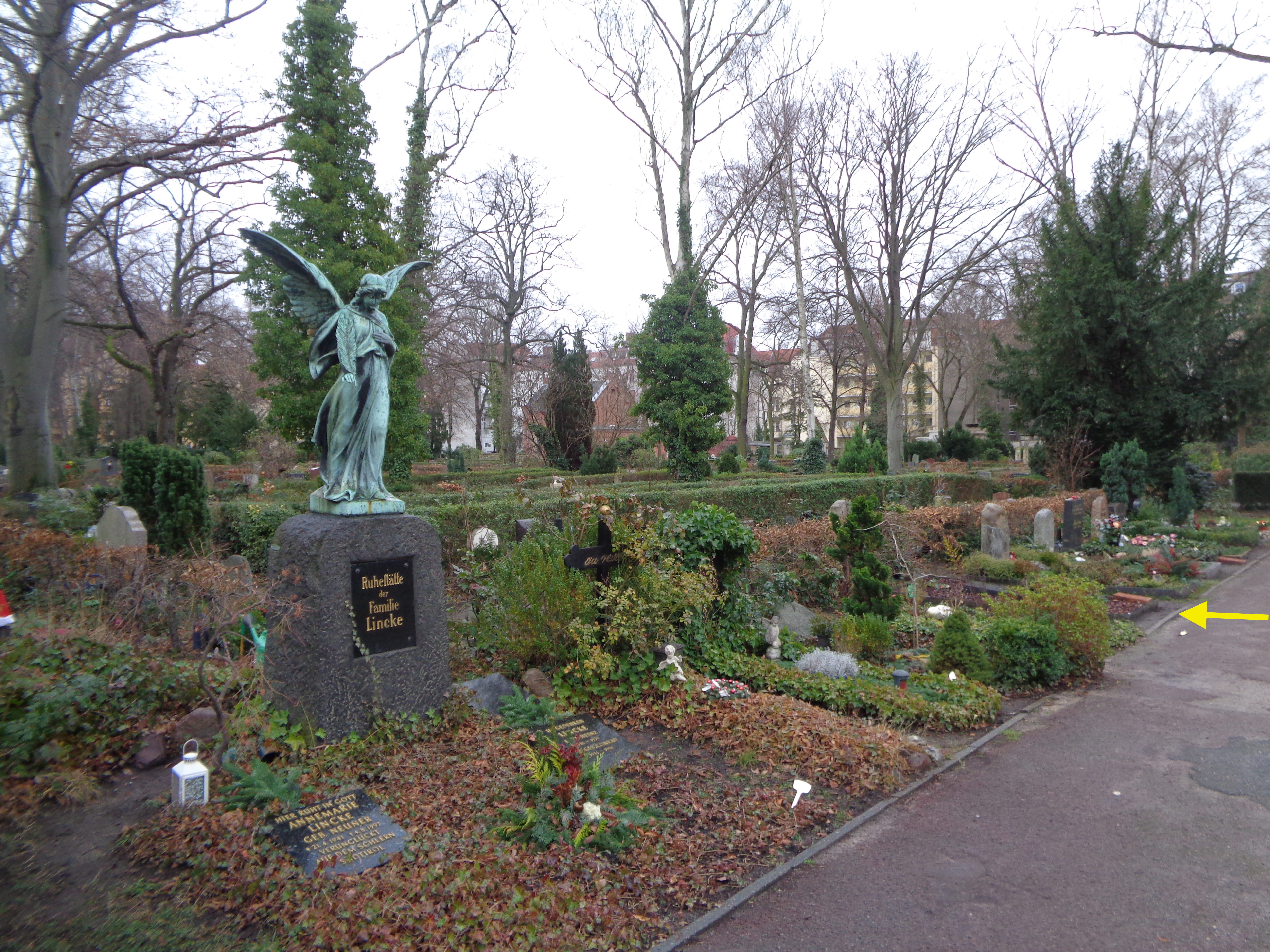
Sépulture à Berlin de la photographe australienne June Newton (flèche jaune), morte en avril 2021.

- 14 janvier : Douglas Guise, né le 7 septembre 1980, joueur papou-néo-guinéen de rugby à XV et de rugby à VII puis entraîneur de l'équipe de Papouasie-Nouvelle-Guinée de rugby à sept[40].
- 30 janvier : Bill Hammond (en), né le 29 août 1947, artiste peintre néo-zélandais[41].
- 3 février : Jese Mucunabitu, chanteur fidjien[42].
- 5 février : Sir Paul Tovua, né le 7 novembre 1947, homme politique salomonais[43].
- 6 février : Bruce Taylor (en), né le 12 juillet 1943, joueur néo-zélandais de cricket[44].
- 26 février : Sir Michael Somare, né le 9 avril 1936, « Père de la Nation » de Papouasie-Nouvelle-Guinée et Premier ministre à trois reprises[45].
- 11 mars : Charles Walker, né le 12 juin 1928, ministre des Finances des Fidji de 1979 à 1983 et ambassadeur au Japon de 1988 à 1993[46].
- 19 mars : Richard Mendani, né le 16 août 1967, député au Parlement national de Papouasie-Nouvelle-Guinée, mort du Covid-19 après un mois d'hospitalisation[47].
- 9 avril : June Newton, dite Alice Springs, née le 3 juin 1923, actrice de théâtre et photographe portraitiste australienne[48].
- 16 avril : Andrew Peacock, né le 13 février 1939, homme politique et diplomate australien[49].
- 17 avril : K.C. Ramrakha, né le 18 mars 1933, homme politique fidjien[50].
- 12 ou 13 juin : Allen Nafuki, né en 1950, pasteur vanuatais, président du Comité d'unité pour la libération de la Papouasie-Occidentale[51].
- 8 juillet : Ngaire Lane (en) (née le 31 octobre 1925), nageuse de la délégation néo-zélandaise aux Jeux olympiques d'été de 1948 à Londres[52].
- 9 juillet : Frank Lui (né le 19 novembre 1935), Premier ministre de Niue de 1993 à 1999[53].
- 15 juillet : Robert Rex Junior (né vers 1943), ancien ministre niuéen[54].
- 18 juillet : Philip Sherry (en), présentateur néo-zélandais de journal télévisé, mort à l'âge de 87 ans[55].
- 9 août : Olivia Podmore (née le 24 mai 1997), cycliste olympique néo-zélandaise, suicidée à l'âge de 24 ans[56].
- 29 août : Vuna Faʻotusia (né le 24 février 1953), vice-Premier ministre des Tonga de 2019 à 2020[57],[58].
- 28 septembre : Joseph Caihe (né le 16 avril 1950), journaliste et personnalité médiatique néo-calédonien[59].
- 29 novembre : David Gulpilil (né le 1er juillet 1953), acteur australien (Walkabout, Crocodile Dundee...)[60].
- 12 décembre : Lord Maʻafu (né le 1er juillet 1955), homme politique tongien, deux fois vice-Premier ministre[61].
- 12 décembre : Sir Paulias Matane (né le 21 septembre 1931), écrivain, diplomate et homme d'État papou-néo-guinéen, gouverneur général de 2004 à 2010[62],[63].
- 16 décembre : Taniela Moa (né le 11 mars 1985), joueur de l'équipe des Tonga de rugby à XV[64].
- 17 décembre : Sam Akoitai (né le 5 mai 1961), rebelle de l'Armée révolutionnaire de Bougainville puis homme politique et faiseur de paix papou-néo-guinéen[65].
- 19 décembre : Jake Grey (en) (né le 17 février 1984[66]), joueur de l'équipe des Samoa de rugby à XV, mort à Apia d'un cancer[67].
- 25 décembre : Brij Lal (né le 21 août 1952), historien fidjien[68].